# Bildredakteur
Bildredakteur ist eine Berufsbezeichnung aus dem Medienbereich.
Der Bildredakteur beschafft das Foto- oder auch Illustrationsmaterial für Printmedien, Internet, TV und Film. Dazu werden Fotografen oder Bildagenturen angefragt oder Aufträge an Fotografen vergeben. Der Bildredakteur steht in enger Verbindung mit dem Bildarchiv eines Mediums, so ein solches vorhanden ist. Je nach Betriebsgröße und -organisation ist er auch maßgeblich an der Archivorganisation beteiligt oder sogar dafür verantwortlich.
Der Bildredakteur trifft die Auswahl oder Vorauswahl der Bilder, die veröffentlicht werden sollen.

## Ausbildung
Bis vor ca. 4 Jahren gab es keinen geregelten Ausbildungsberuf für Bildredakteure. Die meisten waren Quereinsteiger wie Fotografen, Grafik-Designer oder Mediendokumentatoren.
Jetzt gibt es den Ausbildungsweg als Fachangestellter für Medien und Informationsdienste – Fachrichtung Bildagentur.
Seit einigen Jahren bietet auch in der Schweiz das Medien-Ausbildungs-Zentrum MAZ eine berufsbegleitende Ausbildung zum Bildredakteur. Der Studiengang dauert 18 Monate und findet alle zwei Jahre statt. Eine ähnliche Ausbildung bietet auch die Ostkreuzschule in Berlin an. Diese dauert ein Jahr.
Der Beruf des Bildredakteurs kann auch über eine zweijährige Redaktionsasstistenz in einer Bild- oder Presseagentur erlernt werden, oder über die Redaktionsasstistenz in einer Bildredaktion.
Seit der Reform der Fotografenausbildung in Deutschland im Jahr 2025 können Auszubildende den Schwerpunkt „Editorialfotografie und Bildredaktion“ wählen.